# Serrat de la Pietat
El Serrat de la Pietat és un serrat de la comuna de Baixàs, a la comarca del Rosselló, de la Catalunya del Nord.
És al nord-oest del terme comunal de Baixàs, també al nord-oest del poble de Baixàs. En el seu vessant septentrional s'obra la pedrera més grossa del terme baixanenc, entre aquest serrat, el Fornàs, Papalauca i les Espereres.